# Quzhou-Lanke Cup
La Quzhou-Lanke Cup è una competizione goistica a cadenza biennale, organizzata dall'Associazione cinese di go e sponsorizzata dall'Amministrazione sportiva della provincia di Zhejiang.
Nel 2011 è stato il torneo cinese più ricco, con una borsa di 500.000 yuan (€ 63.000) per il vincitore.

## Albo d'oro
| Edizione | Anno | Vincitore    | Secondo classificato |
| -------- | ---- | ------------ | -------------------- |
| 1        | 2006 | Yu Bin       | Gu Li                |
| 2        | 2008 | Gu Li        | Chang Hao            |
| 3        | 2010 | Xie He       | Jiang Weijie         |
| 4        | 2012 | Meng Tailing | Tuo Jiaxi            |
| 5        | 2014 | Fan Tingyu   | Shi Yue              |
| 6        | 2016 | Mi Yuting    | Ke Jie               |
| 7        | 2018 | Tan Xiao     | Ke Jie               |
| 8        | 2021 | Xu Jiayang   | Yang Dingxin         |
| 9        | 2022 | Li Xuanhao   | Fan Tingyu           |
| 10       | 2024 | Dang Yifei   | Lian Xiao            |